# マリオン郡 (テネシー州)
座標: 北緯35度08分 西経85度37分 / 北緯35.13度 西経85.61度
ペピン郡（英: Marion County）は、アメリカ合衆国テネシー州の南部に位置する郡である。2010年国勢調査での人口は28,237人であり、2000年の27,776人から1.7%増加した。郡庁所在地はジャスパー市（人口3,279人）であり、同郡で人口最大の都市でもある。
マリオン郡はジョージア州にも跨るチャタヌーガ大都市圏に属している。

## 歴史
マリオン郡は1817年にチェロキー族の領土から分離して設立された。
1779年、チェロキー族酋長ドラッギングカヌーが、チカマウガ・クリークからランニングウォーター・クリークまでテネシー川を下り、ニッカジャック洞窟入り口前にニッカジャックという部族集落の建設に貢献した。1794年、この集落が攻撃され焼かれた。この攻撃はナッシュビル出身のジェイムズ・オア大佐が率いていた。この集落は再建され、チェロキー族チカマウガ・バンドが住み続けていたが、1838年、テネシー州、アラバマ州、ジョージア州に残っていたインディアンが全て移住させられた。
1861年春、チャタヌーガのロバート・クレイブンスが、ニッカジャック洞窟で火薬の主成分である硝石の採掘を始めた。この事業は後にアメリカ連合国硝石局が引き継いだ。ある時点では、このニッカジャック洞窟がアメリカ連合国の主要な硝石採掘場になっていた。南北戦争中、船でテネシー川を上り下りする数多い兵士がニッカジャック洞窟を訪れていた。
もう1つ、南北戦争中の重要な硝石採掘場として、モントイーグルの南東約4マイル (6 km) にあるケイブコーブのモントイーグル硝石洞窟があった。戦中にはバトルクリーク洞窟と呼ばれていた。1917年にこの洞窟を訪れた人は、洞内に25ないし30の昔のホッパーが残っていると報告していた。

## 地理
アメリカ合衆国国勢調査局に拠れば、郡域全面積は512平方マイル (1,327 km2)であり、このうち陸地498平方マイル (1,291 km2)、水域は14平方マイル (36 km2)で水域率は2.72%である。

### 空港
マリオン郡空港、別名ブラウン飛行場は、マリオン郡が所有する公共用途空港であり、ジャスパー市中心事業地区から南東4海里 (7 m) に位置している。

### 隣接する郡
- グランディ郡 - 北
- シクアッチー郡 - 北東
- ハミルトン郡 - 東
- デイド郡 (ジョージア州) - 南東
- ジャクソン郡 (アラバマ州) - 南西
- フランクリン郡 - 西

## 人口動態

人口ピラミッド

以下は2000年の国勢調査による人口統計データである。
| 基礎データ - 人口: 36,804人（2010年は28,237人） - 世帯数: 11,403 世帯 - 家族数: 8,030 家族 - 人口密度: 22人/km2（57人/mi2） - 住居数: 12,954軒 - 住居密度: 10軒/km2（26軒/mi2） 人種別人口構成（ ）内は2010年データ - 白人: 93.9% (94.1%) - アフリカン・アメリカン: 3.6% (2.9%) - ネイティブ・アメリカン: 0.4% (0.2%) - アジア人: 0.21% (0.10%) - 太平洋諸島系: 0.01% (0.05%) - その他の人種: 0.27% - 混血: 1.2% (1.5%) - ヒスパニック・ラテン系: 1.3% (1.1%) 先祖による構成 - イギリス系：28% - アイルランド系：24% - ドイツ系：16% - スコットランド・アイルランド系：6% - スコットランド系：4% - オランダ系：4% - イタリア系：4% - フランス系：2% - アフリカ系：2.9% - ウェールズ系：2% | 年齢別人口構成 - 18歳未満: 22.8% - 65歳以上: 8.9% - 年齢の中央値: 44歳 - 性比（女性100人あたり男性の人口） - 総人口: 96.5 世帯と家族（対世帯数） - 18歳未満の子供がいる: 25.3% - 結婚・同居している夫婦: 53.1% - 未婚・離婚・死別女性が世帯主: 12.3% - 非家族世帯: 29.6% - 単身世帯: 29.6% - 65歳以上の老人1人暮らし: 10.8% - 平均構成人数 - 世帯: 2.45人 - 家族: 2.92人 | 収入と家計 - 収入の中央値 - 世帯: 31,419米ドル - 家族: 36,351米ドル - 性別 - 男性: 30,236米ドル - 女性: 21,778米ドル - 人口1人あたり収入: 16,419米ドル - 貧困線以下 - 対人口: 14.1% - 対家族数: 10.8% - 18歳未満: 20.0% - 65歳以上: 14.3% |

## 都市と町
| - ジャスパー - 郡庁所在地 - キンボール - モントイーグル（フランクリン郡とグランディ郡にも跨る） | - ニューホープ - オーム - パウェルズクロスローズ | - サウスピッツバーグ - ホワイトサイド（元ランニングウォーター） - ウィットウェル |

### 未編入の町
- グリフィスクリーク
- ヘイルタウン
- ミネラルスプリングス
- シクアッチー

## 教育
郡内の学校として、マリオン郡高校、サウスピッツバーグ高校、ウィットウェル高校の他、中学校1校、小学校4校がある。

## 公園と自然の景観

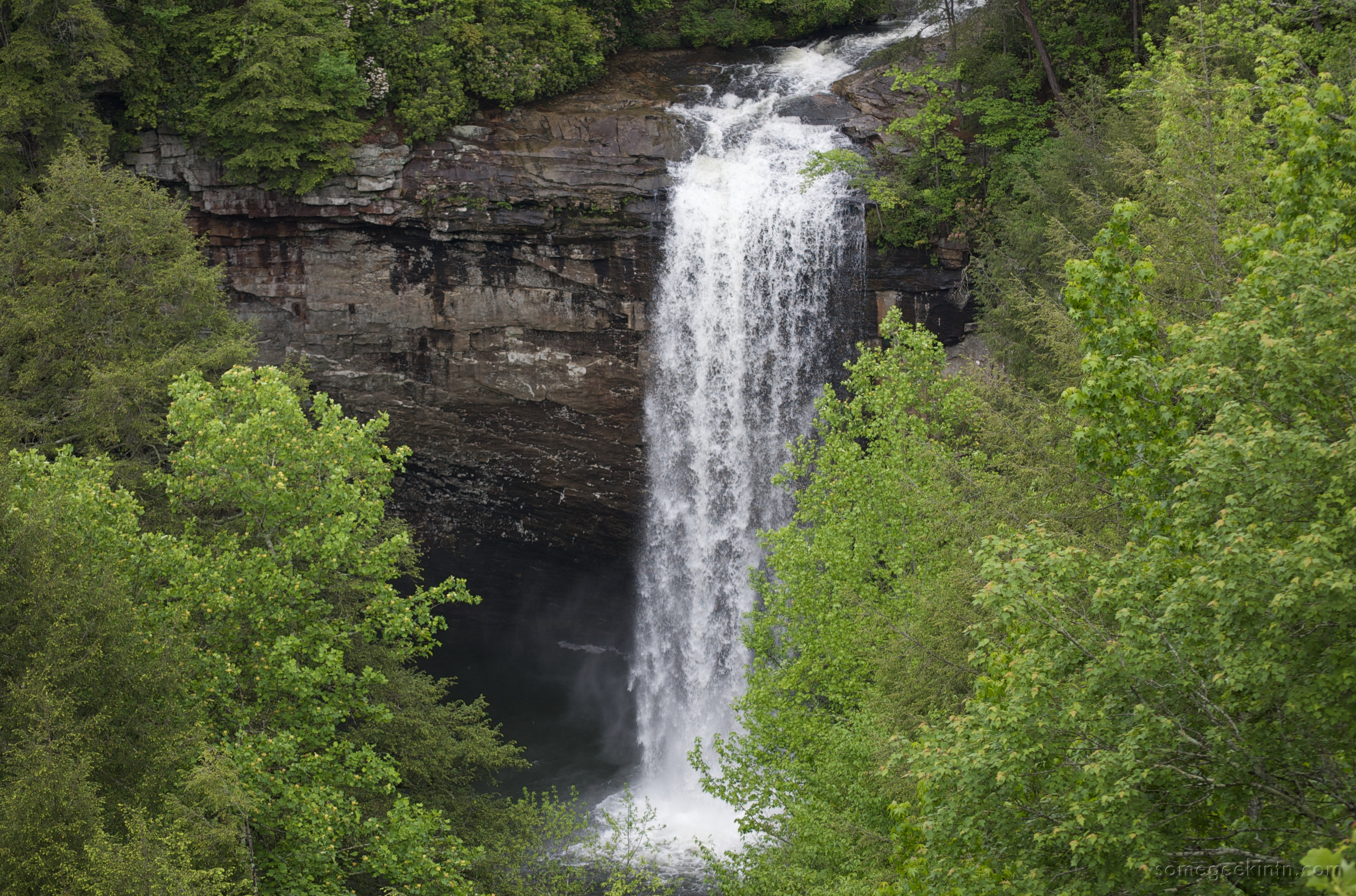
フォスター滝はファイアリー・ギザード・トレイルの一端にあり、この道はグランディ郡にも続いている

ニッカジャック洞窟はテネシー川の西岸、シェルマウンドステーションの南0.6マイル (1.0 km) にあり、州内でも歴史のある洞窟である。現在はニューホープ市が運営する公園の中にある。洞窟の入り口にある展望台まで舗装された歩道があり、コウモリが出入りする様子を見ることができる。この洞窟は観光用に使われていたが、1968年にテネシー川流域開発公社によって水没させられた。公社はヘイルズバーダムの建設以来20年間水漏れ対策を打ってきたが、それでも水漏れが続いた後、ダムの航行用閘門を広げることは高価に過ぎると判断した。1968年、公社は6マイル (10 km) 下流のニッカジャックダムの建設で置き換えることを決め、ニッカジャック洞窟が水没することになった。

## 著名な出身者
- ドラッギングカヌー、チェロキー族指導者、テネシー川のランニングウォーター・クリーク合流点にあった町ランニングウォーターに住んだ
- シクウォイア、チェロキー族の学者、マリオン郡の地域に住んだ、チェロキー・アルファベットを開発し、チェロキー族を自分達の言語で読み書きできるようにした、シクウォイアの胸像が、サウスピッツバーグ市ビーン・ピアソン公共図書館前に置かれている

## メディア
マリオン郡には、地元、地域、全国のメディアの支局があり、テネシー州、アラバマ州、ジョージア州、ノースカロライナ州の約100万人をカバーしている。

### 新聞

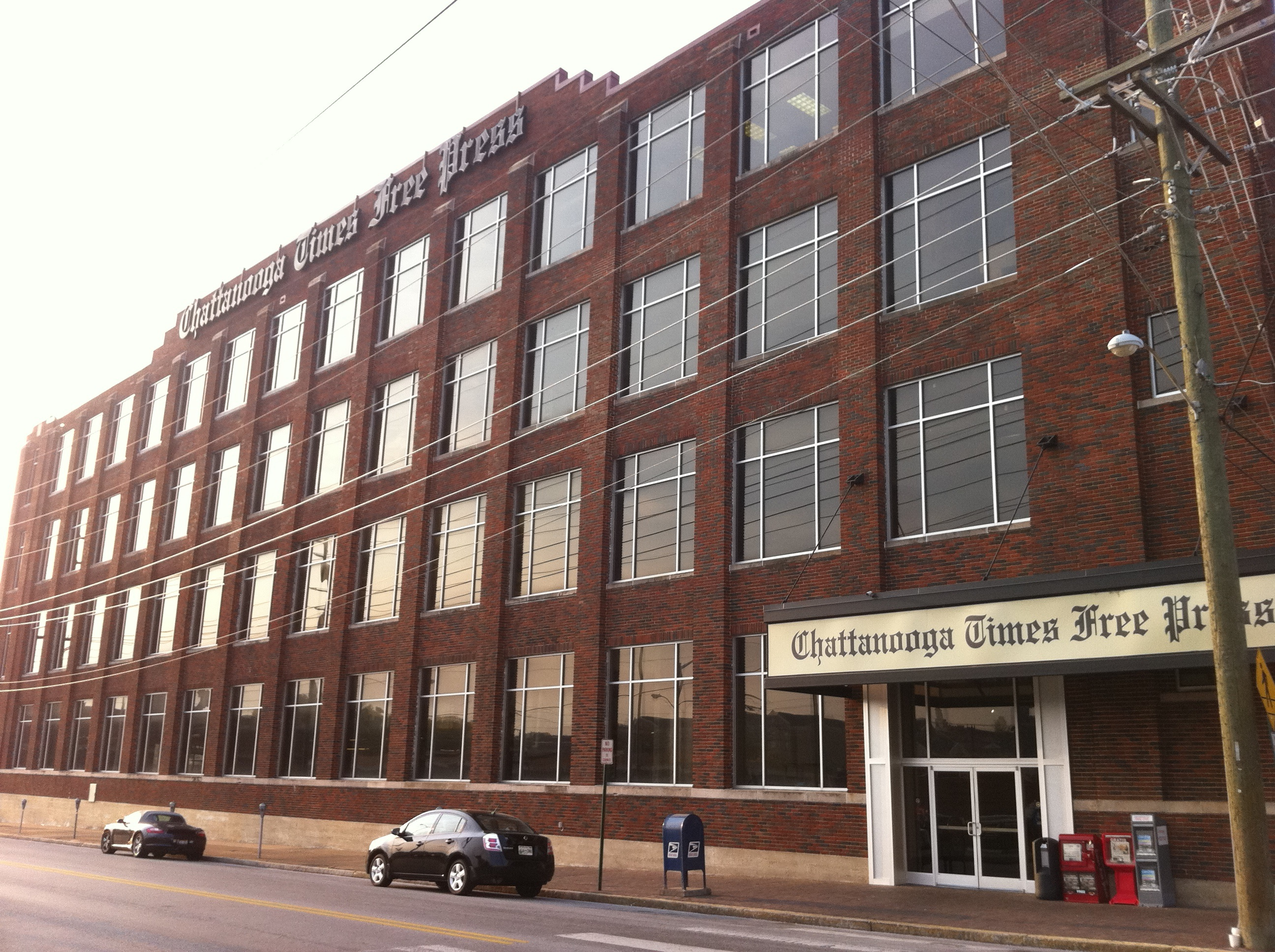
チャタヌーガ・タイムズ・フリープレスの本社

地域唯一の日刊紙「チャタヌーガ・タイムズ・フリープレス」は毎朝発行されている。半世紀にわたってライバル同士だった「タイムズ」と「ニューズ・フリープレス」が合併して作られた。「タイムズ」はかつてアドルフ・オックスが所有しており、後には「ニューヨーク・タイムズ」を買収した。「タイムズ」は朝刊紙であり、概してリベラルな編集だった。「ニューズ・フリープレス」は昔の合併によってできた名前であり、夕刊紙であり、編集は「タイムズ」より保守的だった。1999年、「フリープレス」が「アーカンソー・デモクラット・ガゼット」紙を発行していたアーカンソー州のWEHCO メディア社によって買収され、その後、WEHCO メディア社がオックスの承継者から「タイムズ」を買収した。「タイムズ・フリープレス」は論説頁が唯一2ページあることで国内でも知られている新聞であり、それぞれのページが政界の両極を反映していた。リベラルである「タイムズ」の論説ページは左側に、保守的である「フリープレス」の論説ページは右側にある。
「ジャスパー・ジャーナル」は週刊の新聞であり、地域の行事を含め郡内外のニュースを報道している。郡周辺の話題を掲載し、ウィットウェルに固有の出来事などをカバーする「ウィットウェル・プログレス」という記事も載せている。サウスピッツバーグにあるマリオン郡新聞社が発行している。
「サウスピッツバーグ・ハスラー」も週刊紙であり、やはりマリオン郡新聞社が発行している。地元民からは「ザ・ハスラー」と呼ばれ、マリオン郡周辺の記事を載せるが、サウスピッツバーグ固有の話題が多い。

### ウェブニュース
ウェブサイト「MarionCountyMessenger.com」はマリオン郡とシクアッチー・バレー周辺のニュースに特化するオンライン・ニュースである。発行元はローガン・カーマイケルが主宰するカーマイケル・メディアである。カーマイケルは元、チャタヌーガのWPLZラジオ局のニュース記者かつレポーターであり、マリオン郡で長くラジオニュースのディレクターを務めていた。2010年12月に始められた「MarionCountyMessenger.com」は毎日更新され、急速に広がるインターネットのニュースあるいはウェブのみの新聞の開拓者となり、幅広い読者を集めている。
「MarionCountyNews.net」はマリオン郡新聞社のオンラインサイトである。「ジャスパー・ジャーナル」と「サウスピッツバーグ・ハスラー」の記事を掲載している。地元のニュースや情報など週に何回か更新されている。

### ラジオ
マリオン郡はチャタヌーガ・アービトロン・ラジオ市場に属している。郡内ではAM、FM各2局が免許を得て放送を流している。

### テレビ
マリオン郡はチャタヌーガテレビ市場に属している。ケーブルテレビの会社としては、チャーター・コミュニケーションズやトリニティ・ケーブルがある。